# Młyńska Góra (Beskid Wyspowy)
Młyńska Góra (508 m) – wzniesienie w Beskidzie Wyspowym, znajdujące się w zakończeniu północnego grzbietu Paproci. Północne i wschodnie stoki opadają do doliny rzeki Łososina, w południowe i zachodnie wcinają się dolinki dwóch jej dopływów. Młyńska Góra jest tylko częściowo porośnięta lasem, dużą część powierzchni wzniesienia stanowią pola uprawne. Przez Młyńską Górę biegnie granica między wsiami Piekiełko i Koszary (osiedle Młyńska Góra), przez przełęcz między Młyńską Górą a Paprocią prowadzi droga lokalna.